# فرودگاه فرناندو د نوروها
فرودگاه فرناندو دِ نوروها (به انگلیسی: Fernando de Noronha Airport) (به زبان بومی: Aeroporto de Fernando de Noronha) یک فرودگاه همگانی مسافربری با کد یاتا FEN است که یک باند فرود آسفالت دارد و طول باند آن ۱۸۴۵ متر است. این فرودگاه در شهر فرناندو دی نوروها کشور برزیل قرار دارد و در ارتفاع ۵۸ متری از سطح دریا واقع شده است.